# Devilock

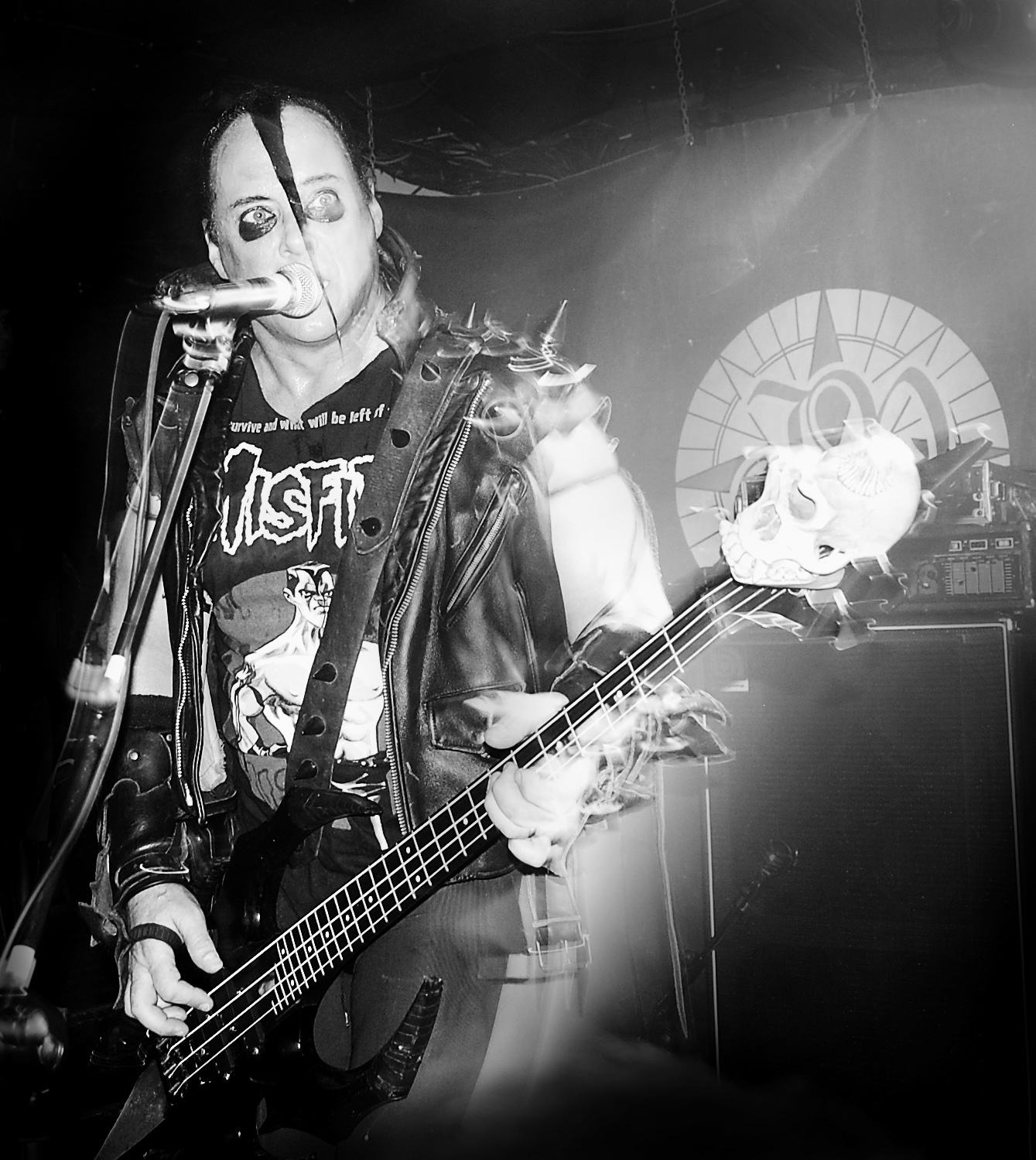
Jerry Only, bajista de Misfits, portando su distintivo devilock

El devilock es un peinado cuya creación se le atribuye a Jerry Only, bajista de la banda de horror punk Misfits.
Etimológicamente, devilock es una contracción inglesa, proveniente de devil (diablo) y lock (mechón o bucle).

## Descripción
El devilock consiste en crear un fleco largo con el cabello sobre la frente, manteniendo corto el cabello de la parte trasera y los lados. El fleco suele peinarse para que la punta llegue a la altura de la barbilla. Regularmente se le aplica acondicionador o gel para evitar que pierda forma.
Existe una variación del devilock que consiste en crear una cola de caballo.

## Historia
El devilock fue oficialmente creado alrededor de 1979 por Jerry Only.
En una entrevista en los años 80, Jerry Only comenta que el peinado se basa en el peinado tidal wave ("maremoto"), un peinado de los años 70, muy popular entre las comunidades de skaters. En la misma entrevista, Glenn Danzig comentó que el peinado también se basaba en una imitación del peinado de pico de viuda de Eddie Munster.
El nombre "devilock" aparece como título de una canción en el álbum Earth A.D./Wolfs Blood, el último disco lanzado por Misfits antes de su separación en 1983.
Con el alejamiento de Danzig de Misfits y su integración a la banda Samhain, Samhain creó una variación del devilock, llamada deathlock, que lucía más irregular.

## Legado
Aparte de Misfits y Samhain, otros músicos han portado en algún momento este peinado mayormente como tributo a estas bandas, considerándose el llevar este corte de cabello como estandarte de admiración hacia la famosa banda de horror punk. Su peinado está formado por una cresta tirada hacia abajo e irregular.
A finales de la década de los noventa, el devilock se transforma en el peinado icónico de los grupos de rock japoneses y chinos. Noriaki Endo se adueña del nombre del peinado y lo adopta como marca de su tienda de ropa. Dicha tienda se convierte en patrocinadora de una serie de conciertos de rock en Asia llamados "Devilock Nights".
Entre sus portadores se encuentran los integrantes de la mayoría de bandas horror punk así también como de otros ámbitos musicales como: Davey Havok (AFI), Tim McMurtrie (M.O.D), Randy Blythe (Lamb Of God), Fat Mike (NOFX), John Pettibone (Himsa, Undertow, The Vows), Myke Acid, Frank Iero (My Chemical Romance), Phil Anselmo (Pantera) y Simon Gallup (The Cure), y Will Francis (Aiden).